# Упаковка

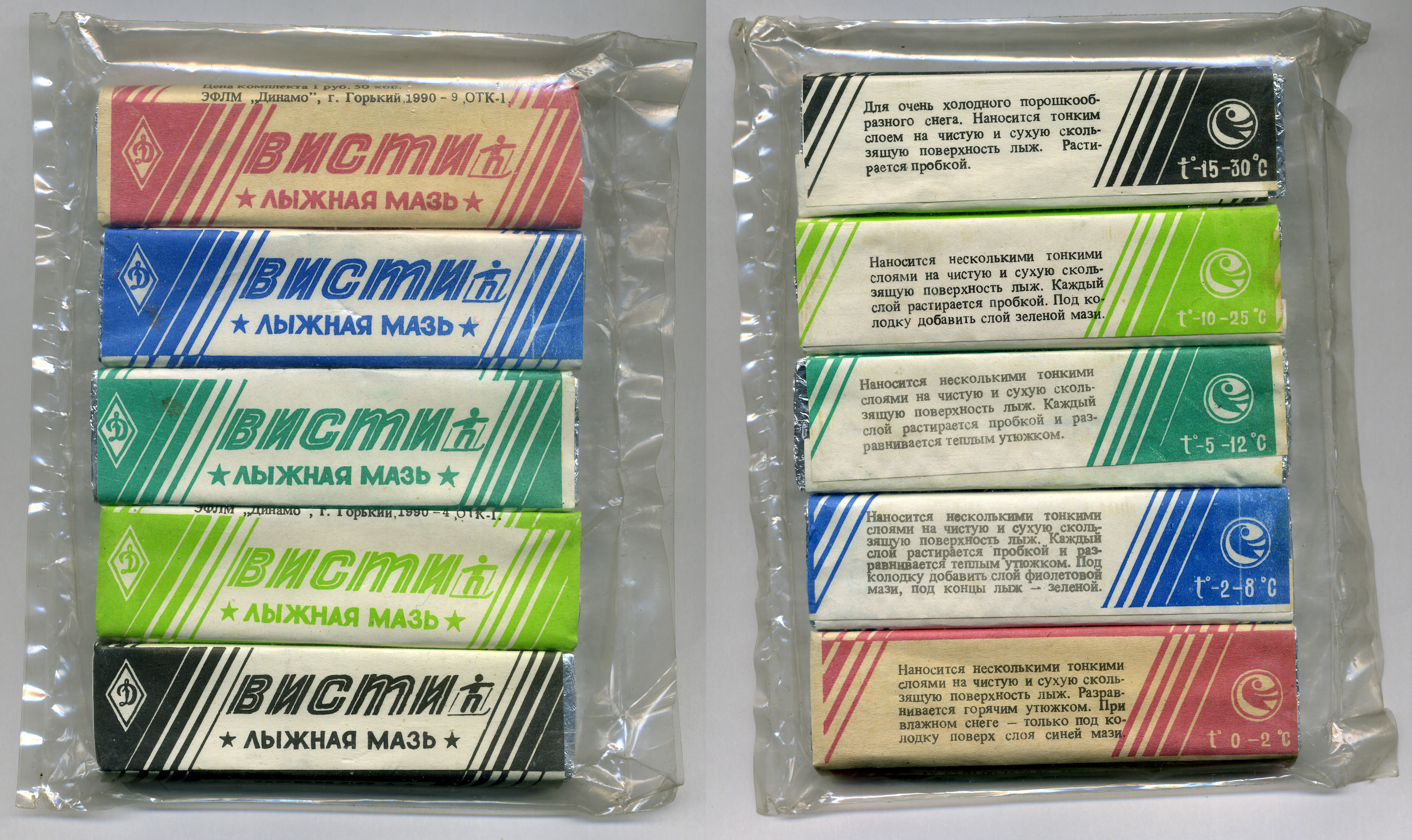
Лыжная мазь «Висти» в фирменной упаковке, состоящей из фольги, бумаги и пластика

Упаковка — предметы, материалы и устройства, использующиеся для обеспечения сохранности товаров и сырья во время перемещения, хранения и использования (тара); также сам процесс и комплекс мероприятий по подготовке предметов к таковому.

## Функции упаковки
- Предназначается для сохранения свойств предметов после их изготовления, а также придания им компактности для удобства транспортировки.
- В большинстве случаев является одним из носителей рекламы товара.
- Оформление упаковки является одним из необходимых условий успешной продажи почти любой продукции.
- Обязательно несёт на себе информацию о содержимом и способе использования, а с развитием беспроводных технологий RFID, NFC стала дополняться информацией о логистике поставки, для подтверждения подлинности содержимого (например, элитного алкоголя), появились и другие возможности.
- Индивидуальная упаковка может быть объединена с устройствами дозирования и нанесения (дозаторы, кисточки, спонжики и т. п.), средствами ограничения доступа детям.
- Может иметь элементы контроля вскрытия.

## Возможности упаковки
Упаковка может:
- Быть носителем фирменного стиля и символики бренда.
- Использоваться для того, чтобы дать возможность потребителю идентифицировать продукцию бренда.
- Помочь продукту выделиться из общей массы, обратить на себя внимание.
- Содержать информацию о продукте, в том числе о его преимуществах и уникальных свойствах.
- Отражать идеологию бренда, с помощью упаковки бренд может передавать потребителю свои сообщения.

Упаковка даёт возможность наладить постоянную коммуникацию с потребителем, причём не только на информационном, но и на эмоциональном уровне.
Различают внешнюю и внутреннюю, единичную и групповую, жёсткую и мягкую, одноразовую и многоразовую упаковки.
Для изготовления её[чего?] используются различные смягчающие (амортизирующие) материалы, вспомогательные упаковочные средства и материалы.

### Примеры упаковок
В порядке убывания прочности:

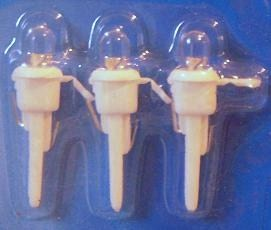
Блистерная упаковка

- Металлическая тара: жестяные и алюминиевые банки, барабаны, кеги, металлические контейнеры, алюминиевая туба.
- Деревянная тара: ящики, поддоны.
- Пластиковая тара: тортницы, коррексы, лотки, блистеры, пластиковая (экструзионная) туба.
- Стеклотара: стеклянные бутылки, банки и т. п.
- Тара и упаковка из фанеры.
- Картонная упаковка и тара: коробки, пачки, ящики, лотки, картонно-навивные тубы.
- Бумажная тара: бумажные пакеты, пакетики-стики, сэндвич-бэг.
- Полимерная упаковка: полиэтиленовая плёнка и пакеты, пакеты саше, ламинатная туба, полипропиленовые мешки, тканые полипропиленовые мешки.
- Конвалюта.
- Кабельный барабан, кабельная бухта — для намотки кабеля.
- Катушка, шпуля, гильза для намотки рулонных материалов.
- Комбинированные упаковочные материалы (например, картонная подложка, ламинированная полиэтиленом, реторт-пакет), ламинатная туба.

### Вспомогательные упаковочные средства
- Клипсаторная лента.
- Обвязка с помощью стреппинг-ленты.
- Упаковочная лента.
- Стретч-плёнка.

## История

### Античность
Первые виды упаковки изготавливались из необработанного сырья: тростника, глины, из растительных и животных волокон и т. д.
Около 6000 года до н. э. в древнем Египте было налажено производство глиняных горшков. Затем примерно в 5000 году до н. э. народы стран будущей Европы разработали метод нагревания глины до «керамического» состояния.

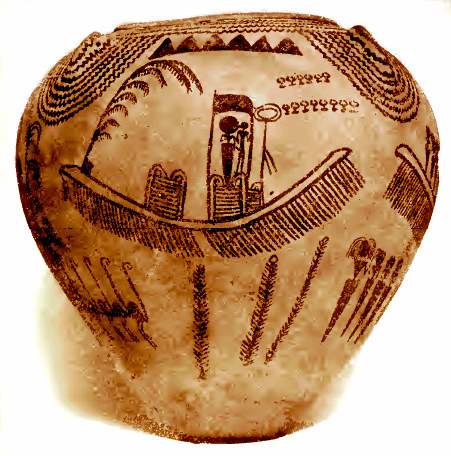
Египетская глиняная ваза

Первые изделия из стекла появились в Вавилоне в 2500 году до н. э., а уже в 1500 году до н. э. египтяне научились выдувать из стекла предметы утвари и различные сосуды. За Древним Египтом последовала Древняя Греция и Сирия.
Следующими появились деревянные бочки, первые из которых датируются 500 годом до н. э. и были найдены на территории Галлии (современные Северная Италия, Франция и Бельгия).
105 год н. э. — бумага в Китае.

### Средневековье
XI веком датируется появление первых бумажных упаковок в Египте.
В Средневековье получило развитие ремесло бондаря в Северной Европе. Появились новые технологии и «секреты». Например, для хранения влажных продуктов при изготовлении бочек использовали дуб, а для хранения сухих — сосну. В ходу были также берестяные туеса и короба.
В 1375 году был принят один из первых нормативов в упаковочной отрасли: по решению Ганзейского союза объём бочки с сельдью или маслом должен был составлять 117,36 л.

### Новое время
В XVII веке начинается история русского стеклоделия. Для выполнения заказов Аптекарского приказа швед Юлиус Койет открывает первый завод по производству колб, реторт, сулей, стоп и скляниц.
Во время промышленной революции в XVIII веке широкое распространение получили мешки из текстиля, хлопка или джута.
Поворотным моментом в развитии упаковочной отрасли стало изобретение станка для изготовления бумаги (1798 год, Франция), а затем и станка для изготовления бумаги в рулонах (1807 год, Англия).

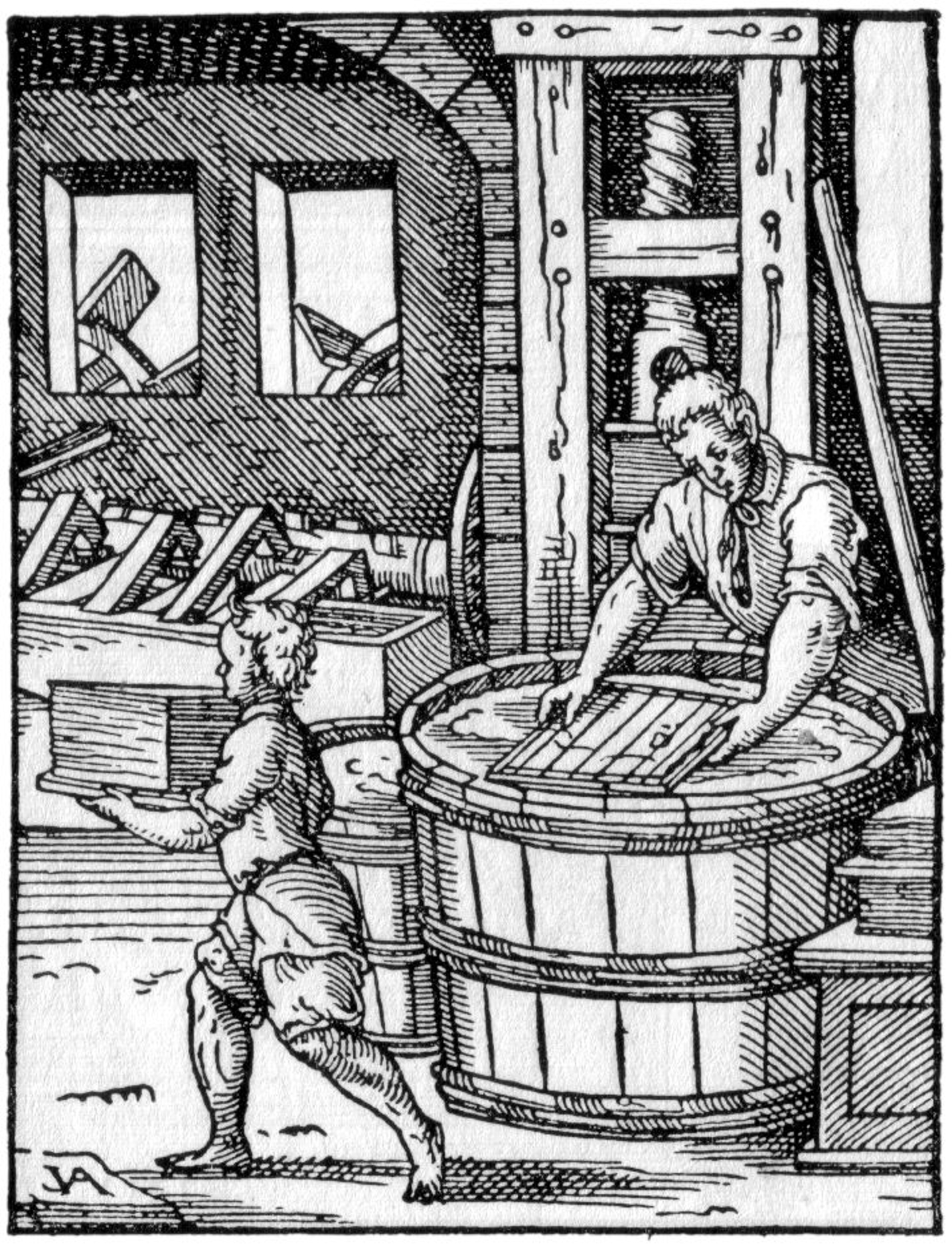
Производство бумаги

Благодаря изобретению литографии в конце XVIII века в Германии впервые становится возможным нанесение цветных рисунков. Первая бумажная этикетка, напечатанная методом литографии, появилась в 1820 году. До этого времени этикетки подписывались вручную.
Примерно в тот же период появилась первая консервная банка, а также формы, позволяющие выдувать вместе горлышко и корпус стеклянной бутылки.
XIX век ознаменован целым рядом изобретений:
- В 1827 году француз Барета изобрёл «вощаную бумагу» — дешёвую упаковочную бумагу, покрытую с одной стороны олифой.
- В 1841 году английский художник-портретист Джон Гофф Рэнд[англ.] запатовал металлический тюбик (тубу).
- В 1844 году немец Генрих Вельтер (по некоторым сведениям — Фридрих Келлер) разработал технологию получения целлюлозы из древесной массы.
- В 1850 году появилась первая двухслойная обёртка для конфет: внутренний слой из фольги, внешний из бумаги.

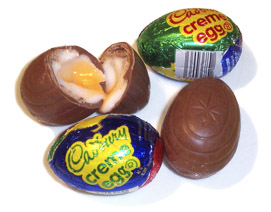
Обёртка для конфет

- В 1852−1853 годах англичане изобрели пергамин — непромокаемую упаковочную бумагу.
- В 1856 году в Великобритании запатентована гофрированная бумага.
- В 1872 году изобретены винтовые крышки для банок и бутылок.

В начале XX века произошёл ряд ярких открытий:
- В 1907 году немецкий учёный Фредерик Киппинг открыл силикон.
- В 1908 году Альдемар Бейтс изобрёл бумажный мешок с клапанами.
- В 1911 году швейцарский химик изобрёл целлофан, основанный на древесине.

В автоматизации производства упаковки произошли серьёзные прорывы:
- В 1850—1860-е годы в США появился станок для изготовления бумажных пакетов.
- В 1879 году Роберт Гейр (США) впервые совместил печатный процесс с процессом изготовления коробок.
- В 1880 году появилось полностью автоматизированное оборудование для консервирования, включая этап запаивания крышек.
- В 1890-е годы развивается[как?] упаковочное машиностроение.
- В 1903 году Михаэль Дж. Оуэнс запатентовал станок для выдувания стеклянных бутылок.

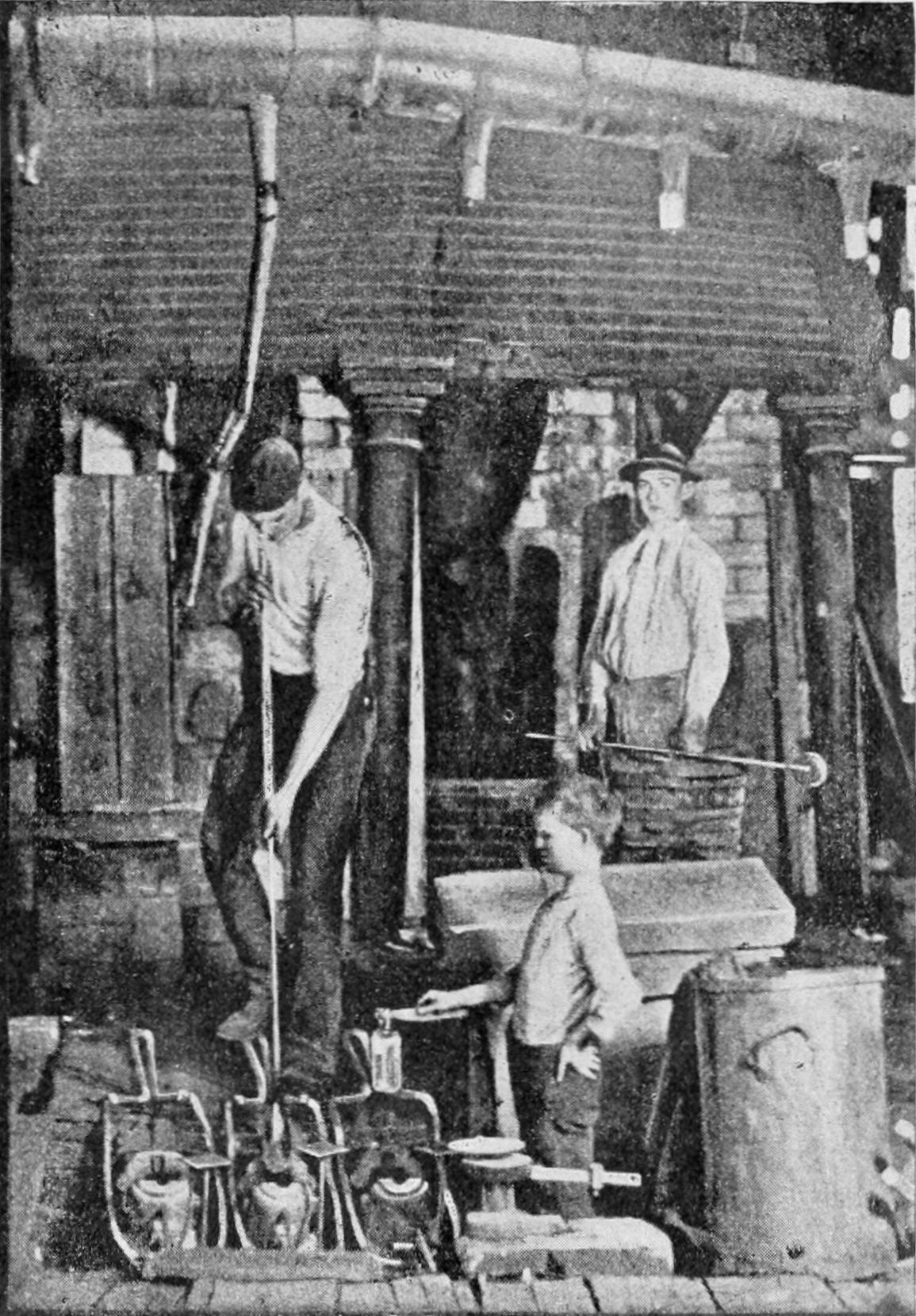
Выдув стеклянных бутылок

### Новейшее время
После Второй мировой войны началось форсированное освоение новых материалов, в первую очередь полимеров. Освоено промышленное производство: полистирола (методом термической полимеризации); полиэтилена, в том числе высокого и низкого давления (ПЭВД и ПЭНД); поливинилхлорида (ПВХ); полиэтилентерефталата (ПЭТ).
В 1940-е годы стали широкоупотребимы пакеты с ручками и многоцветной рекламой, отчасти благодаря распространению супермаркетов.
В 1952 году появилась упаковка для молочных продуктов «Tetra Pak» — «треугольные» пакеты из ламинированной бумаги.
Tetra Classic — картонная упаковка в форме тетраэдра для хранения молока, созданная в 1950 году компанией Tetra Pak. С 1959 года поставлялась и широко использовалась в СССР, где эти упаковки обычно назывались «пирамидками», «треугольничками», «пакетами» (например, молоко в пакетах, пакет молока) или «треугольными пакетами», а также часто употребимое в народе «лягушка» .
В 1958 году появилась алюминиевая пивная банка, изготовленная без швов на дне и стенках. В 1963 году крышка банки была снабжена алюминиевым колечком.

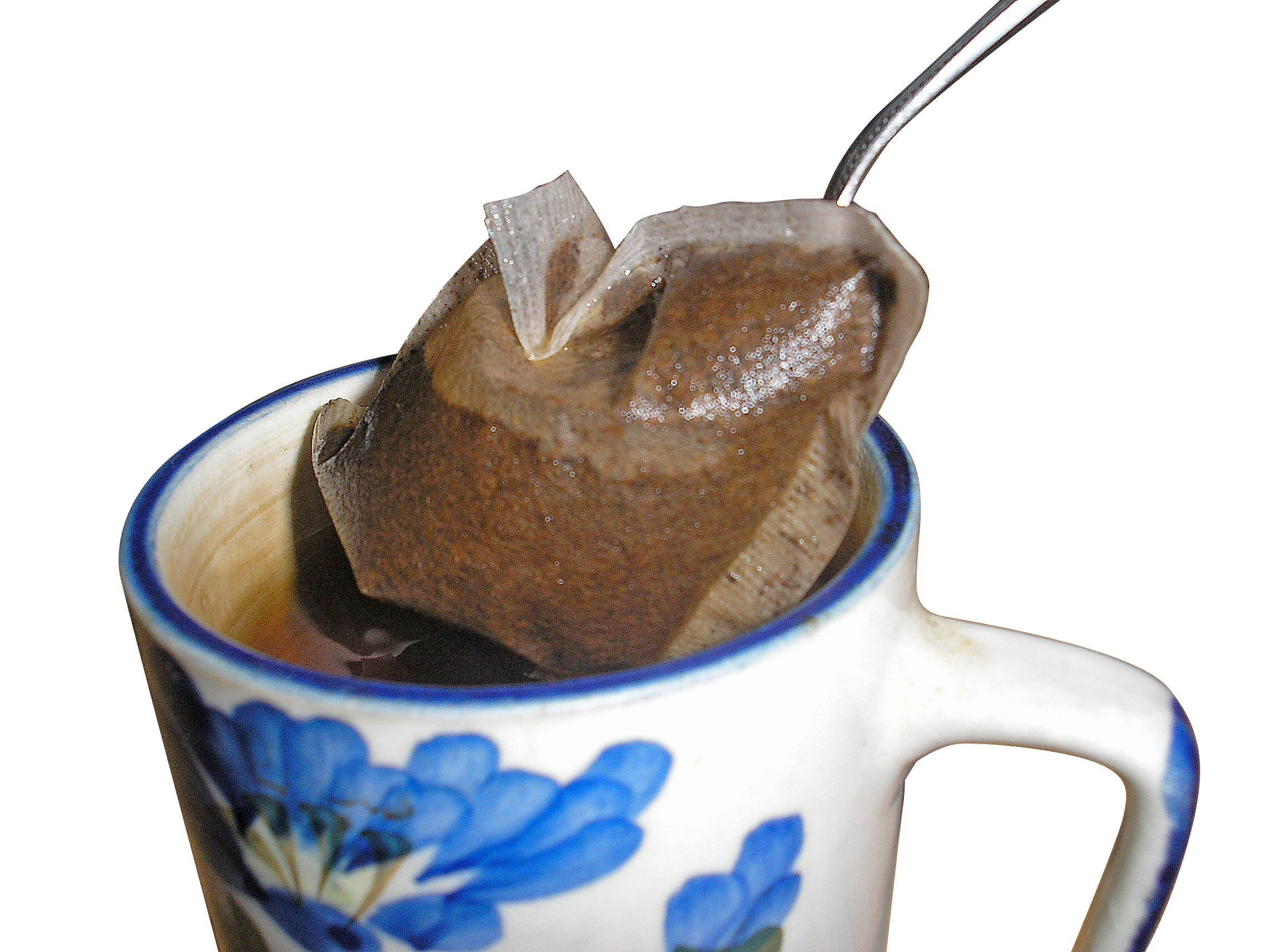
Чайный пакетик

В 1960-е годы появились фильтрующие пакетики для чая и самоклеящаяся лента для обмотки ящиков.
В 1970-х годах на рынок упаковки пришла термоусадочная плёнка. Она выполняет функцию стабилизации пачек продукции на поддонах. В то же время появились самоклеящиеся этикетки и первые ПЭТ-бутылки.

## Знаки на упаковке
На упаковке могут располагаться различные символы:
- Идентификационные знаки. 
Идентификационные знаки размещаются на упаковке в соответствии с порядком и нормами, установленными законодательством, и в основном не представляют интерес для потребителя.
- Манипуляционные знаки. 
Манипуляционные знаки отражают способ эксплуатации, транспортировки, погрузки-разгрузки и хранения упаковки. К этому виду относится знак «Хрупкое», который призывает с особой осторожностью отнестись ко всем манипуляциям с данным продуктом. В РФ типы, размеры и начертание манипуляционных знаков регламентируются ГОСТ 14192—96 «Маркировка грузов».
- Знаки, обозначающие из какого материала сделана упаковка. 
Например, знак обозначения нетоксичного материала.
- Экологические знаки и т. д. 
Эти знаки сообщают о безвредности упаковки для окружающей среды и человека. Например, знак вторичной переработки. Смысл данного символа заключает в том, что продукт изготовлен из переработанного материала и/или пригоден для последующей переработки.

Не подвергать контакту с жидкостью
Верх
Центр масс
Нетоксичный материал
Международный символ вторичной переработки — лента Мёбиуса.

## Утилизация упаковки
В XX веке остро встал вопрос утилизации упаковки и связанные с этим вопросы экологичности. Серьёзной проблемой стала утилизация отходов. В 1990-е годы на душу населения в СССР прихолось до 9 кг отходов, в Западной Европе — до 150 кг, в США и Японии — до 200 кг. В связи с этим учёные начали масштабные исследования с целью снизить объёмы производства упаковки и разработать технологию вторичной переработки мусора.
В основном отходы сжигаются или вывозятся на специально отведённую под эти нужды территорию — так называемые мусорные полигоны. Но это решение не снимает вопроса загрязнения окружающей среды.
Германия становится флагманом в системе раздельного сбора отходов для более эффективной переработки их во вторичное сырьё (макулатура, пластик, стекло, металл). Система быстро распространяется в мире, производители начинают ставить на своей продукции «Зелёную точку» — знак признания раздельного сбора мусора.
Кроме того, совершенствуются составы материалов, процесс производства упаковки и упаковочные системы с тем, чтобы удовлетворять требования к переработке и вторичному использованию материалов.
Например, химик Оккэ Розен (Швеция) изобрёл экологически чистый упаковочный материал LEAN. Химический состав на основе карбоната кальция повторяет состав яичной скорлупы и быстро разлагается в открытом грунте, не причиняя вреда окружающей среде и отчасти удобряя землю. В 1999 году за своё открытие Оккэ Розен номинирован на Нобелевскую премию.

## В России
В 1990-х годах начал выходить специализированный журнал «Тара и упаковка». В дальнейшем по инициативе издания была учреждена некоммерческая ассоциация «СОЮЗУПАК». Также были созданы Комитет по предпринимательству в сфере упаковки при Торгово-промышленной палате РФ, Культурно-просветительский центр дизайна упаковки; первый в России и странах СНГ Музей упаковки.
В 1992 году в России введён в действие Закон «О товарных знаках, знаках обслуживания и наименованиях мест происхождения товаров».
В 2024 году Россия смогла, после введения санкций в 2022 году, полностью преодолеть кризис в сфере производства упаковки для пищевых продуктов питания и локализовала все основные виды упаковки для молока и детского питания.

## Производители
Среди крупнейших мировых производителей упаковки — компании Ball, Rexam, Tetra Pak.
Крупнейшими производителями упаковочных материалов на территории СНГ, являются компании: Уралпастик-Н; Firstline; Дельта пак; Pack24 